# ヒヤル
ヒヤル（حيل ḥiyal）とは、アラビア語で奸計、潜脱を意味する言葉で、シャリーア（イスラム法）に照らして合法（適法）的な行為を複数組み合わせて、本来はシャリーアにおいては非合法（非適法）な結果を達成する行為のことである。
法学派によってヒヤルの取り扱いには様々な議論が行われるが、トルコや中央アジアなど非アラブ圏に多いハナフィー学派では、ムフティーのファトワーがヒヤルを合法と認め、むしろ積極的に薦める場合すら多いのに対して、マグリブ（北アフリカ）に多いマーリク学派では厳格にヒヤルを否定する傾向がある。

## 金融におけるヒヤル
金融におけるヒヤルは、シャリーアによって利子を取ることを禁じられたイスラーム圏において、シャリーアを回避しつつ実質的に利子を取ることを目的とした金融技術の一種ということができる。
ヨーロッパにおいては、いわば商業の発達に押し切られる形で、利子つき（＝有利子）金融が教会からも公認された。だがそれ以前から、非公認ながらも有利子金融は脈々と息づいて来ていた。一方、現代イスラーム圏ではイスラム銀行に代表される、「無利子金融」というシステムが確立している。しかし近現代に入るまでは、他地域と同様に、さまざまな方策を用いて利子禁止規定を実質的には骨抜きにしていた。これをヒヤル（奸計）と言い、商業において重要な役割を占めており、ヒヤルの方法を専門に解説した書物も、複数あった。
なお、利子そのものを禁じていない文化でも、高利に対する規制は厳しいことが多かったが、それに対して金融業者（高利貸）もまたヒヤルに似た対応をおこなっていた（利子を参照）。

### ヒヤルの例（「モハトラ契約」）
商品（例:自動車一台）を、銀行・債務者の両者間で売買する契約を結ぶことによって、利子つき金融と同等の効果を持つ。（この例は最も有名なもののひとつ）
1. ◇〈契約1〉銀行が債務者に自動車を120万円で売却。(支払いは分割)
2. ☆〈契約2〉銀行が債務者から自動車を100万円で買い取る。（支払いは一括）

つまり、債務者が銀行から100万円借りて120万円にして返す、という契約を結ぶことはシャリーアによって禁じられているため不可能だが、このように、自動車を売買する契約を二つ組み合わせることで、それと同様の結果が得られる。商品は両者の間を所有権が往復するだけで、現物は移動しない。

## 売春
イスラムにおいて婚前交渉は厳しく禁止されており売春は重罪である、特に異教徒との関係は禁止されており、既婚女性が不倫を行えばジナの罪として死刑になる。
しかし、売春は古くから行われてきたようで現代でもインドネシアやマレーシアなどではイスラム教徒の女性でも売春を行っていることは珍しくない。
現在のインドネシアで行われている方法としては、売春斡旋業者に女性の紹介を依頼すると斡旋業者が「アラーを唯一の神と信じるか」と聞いてくるのでYESと答えれば、
客はイスラム教に改宗したことになる(偽装改宗)。次にミスヤール婚の手続きを行う書類にサインすれば合法的にイスラム教徒同士の夫婦となるため性的関係を持つことは合法となる。イスラム教では結婚する場合にはマフルを支払う必要があるので客は女性に金銭を渡す。
売春が終われば今度は離婚届けにサインして夫婦関係を解消する。本来イスラムでは雄牛章 228節により離婚後の再婚を規制しているが、一部の国または地域ではそれが守られていない。
同様の方法は古くからエジプトでも行われていたようで、ナポレオン・ボナパルトのエジプト遠征で大勢のフランス人がエジプト人女性を買っている。
売春以外の男女交際でも同様の手段がとられる。